# Boissy-le-Sec
Boissy-le-Sec település Franciaországban, Essonne megyében. Lakosainak száma 693 fő (2022. január 1.). Boissy-le-Sec Sermaise, Boutervilliers, Brières-les-Scellés, Étampes, La Forêt-le-Roi, Roinville és Villeconin községekkel határos.

## Népesség
A település népességének változása:
| Lakosok száma | 682  | 677  | 694  | 683  | 686  | 689  | 692  | 688  | 693  |
|               | 2013 | 2015 | 2016 | 2017 | 2018 | 2019 | 2020 | 2021 | 2022 |